# First Reformed
First Reformed is een Amerikaanse dramafilm uit 2017, geschreven en geregisseerd door Paul Schrader.

## Verhaal
Toller, een voormalige aalmoezenier in het leger, is een dominee van een First Reformed Church in upstate New York die lijdt onder de dood van zijn zoon in dienst in Irak. Mary, een kerklid, roept de hulp in van Toller na de zelfmoord van haar echtgenoot, een radicale milieuactivist. Toller ontdekt verdachte zaken waarbij zijn kerk blijkbaar bij betrokken is.

## Rolverdeling
| Acteur          | Personage       |
| --------------- | --------------- |
| Ethan Hawke     | Toller          |
| Amanda Seyfried | Mary            |
| Philip Ettinger | Michael         |
| Cedric Kyles    | dominee Jeffers |
| Michael Gaston  | Edward Balq     |
| Victoria Hill   | Esther          |

## Productie
First Reformed ging op 31 augustus 2017 in première in de competitie van het filmfestival van Venetië. De film kreeg positieve kritieken van de filmcritici met een score van 98% op Rotten Tomatoes, gebaseerd op 83 beoordelingen.

## Prijzen en nominaties
| Jaar | Prijs                        | Categorie                | Genomineerde(n) | Uitslag  |
| ---- | ---------------------------- | ------------------------ | --------------- | -------- |
| 2017 | Filmfestival van Venetië     | Green Drop Award         | Paul Schrader   | Gewonnen |
| 2018 | National Board of Review     | Top 10 films             | Top 10 films    | Gewonnen |
| 2018 | National Board of Review     | Beste originele scenario | Paul Schrader   | Gewonnen |
| 2018 | New York Film Critics Circle | Beste acteur             | Ethan Hawke     | Gewonnen |
| 2018 | New York Film Critics Circle | Beste scenario           | Paul Schrader   | Gewonnen |